# Backlash (2000)
Backlash (2000) — второе по счёту шоу Backlash, PPV-шоу производства американского рестлинг-промоушна World Wrestling Federation (WWF, ныне WWE). Шоу прошло 30 апреля 2000 года на арене «MCI Center» в Вашингтоне, США. На шоу было запланировано девять матчей по рестлингу. Концепция шоу была основана на последствиях от шоу WrestleMania 2000.
Главным событием стал одиночный матч за титул чемпиона WWF с участием Шейна Макмэна в качестве специального приглашенного рефери, в котором Скала (при поддержке Стива Остина) победил Трипл Эйча и завоевал титул чемпиона.

## Результаты
| №                                       | Матч                                                                                            | Тип матча                                                              | Время |
| --------------------------------------- | ----------------------------------------------------------------------------------------------- | ---------------------------------------------------------------------- | ----- |
| 1                                       | Эдж и Кристиан (c) победили D-Generation X (Икс-пак и Роад Догг) (с Тори)                       | Командный матч за командное чемпионство WWF                            | 8:37  |
| 2                                       | Дин Маленко (c) победил Скотти 2 Хотти                                                          | Одиночный матч за титул чемпиона WWF в полутяжёлом весе                | 11:47 |
| 3                                       | Биг Босс Мен и Булл Бьюкенен победили APA (Фаарук и Брэдшоу)                                    | Командный матч                                                         | 8:37  |
| 4                                       | Крэш Холли (c) победил Мэтта Харди, Джеффа Харди, Хардкора Холли, Перри Сатурна и Тэзза         | Шестисторонний хардкорный матч за титул хардкорного чемпиона WWF       | 12:18 |
| 5                                       | Биг Шоу победил Курта Энгла                                                                     | Одиночный матч                                                         | 2:35  |
| 6                                       | T&A (Тест и Альберт) (с Триш Стратус) победили «Братьев Дадли» (Бубба Рэй и Ди-Вон)             | Командный матч                                                         | 11:06 |
| 7                                       | Эдди Герреро (c) (с Чайной) победил Эссу Риоса (с Литой)                                        | Одиночный матч за титул чемпиона Европы WWE                            | 8:38  |
| 8                                       | Крис Бенуа (c) победил Криса Джерико по дисквалификации                                         | Одиночный матч за титул интерконтинентального чемпиона WWF             | 15:03 |
| 9                                       | Скала (со Стивом Остином) победил Трипл Эйча (с) (с Мистером Макмэном и Стефани Макмэн-Хелмсли) | Одиночный матч за титул чемпиона WWF, специальный рефери — Шейн Макмэн | 19:22 |
| (с) — означает чемпиона на начало матча |                                                                                                 |                                                                        |       |